# Емма Дін (кратер)
Емма Дін — невеликий марсіанський метеоритний кратер, розташований на Плато Меридіана, марсохід «Оппортьюніті» вивчав його з 4 по 17 вересня 2006 року (з 929-го по 943-й сол). Набагато більший за розмірами кратер Вікторія розташований приблизно в 100 м на схід від нього. Кратер названий на честь корабля «Емма Дін», (англ. Emma Dean) який брав участь в експедиції Джона Веслі Пауелла до Великого каньйону.